# Neon Future III
Neon Future III – piąty album studyjny amerykańskiego producenta muzycznego Steve’a Aokiego, wydany 9 listopada 2018. Jest kontynuacją wydanego w 2015 roku Neon Future II.

## Lista utworów
1. "Neon Future III" (Intro) - 4:16
2. "Just Hold On" (Steve Aoki & Louis Tomlinson) - 3:18
3. "Waste It on Me" (feat. BTS) - 3:12
4. "Be Somebody" (Steve Aoki & Nicky Romero feat. Kiiara) - 3:18
5. "Pretender" (feat. Lil Yachty & AJR) - 3:08
6. "A Lover and a Memory" (feat. Mike Posner) - 3:28
7. "Why Are We So Broken" (feat. blink-182) - 3:48
8. "Golden Days" (feat. Jim Adkins) - 3:23
9. "Our Love Glows" (feat. Lady Antebellum) - 2:53
10. "Anything More" (feat. Era Istrefi) - 2:59
11. "All Night" (Steve Aoki & Lauren Jauregui) - 3:25
12. "Do Not Disturb" (feat. Bella Thorne) - 2:43
13. "Lie to Me" (feat. Ina Wroldsen) - 2:59
14. "Azukita" (Steve Aoki, Daddy Yankee, Play-n-Skillz & Elvis Crespo) - 3:46
15. "Hoovela" (Steve Aoki & Twiig) - 3:27
16. "What We Started" (Steve Aoki & Don Diablo x Lush & Simon feat. BullySongs) - 3:23
17. "Noble Gas" (feat. Bill Nye) - 3:39